# Clemens Rapp
Clemens Andreas Rapp (ur. 14 lipca 1989 w Weingarten) – niemiecki pływak, specjalizujący się głównie w stylu dowolnym.
Mistrz Europy z Debreczyna w sztafecie 4 x 200 m stylem dowolnym oraz wicemistrz Europy z Budapesztu w tej samej sztafecie.
Uczestnik igrzysk olimpijskich w Londynie (2012) na 200 m stylem dowolnym (24. miejsce) oraz w sztafecie 4 × 200 m tym stylem (4. miejsce).